# 二字頭
二字頭（英語：The 20s）是一個由香港年輕人發行、非牟利的雜誌，為一月刊並於每月首日出版，其目標為幫助80後發聲，創刊於2011年7月1日（星期五）並於2011年七一遊行首次派發。

## 簡介
二字頭為一本由一些香港高登的參與者發起的雜誌，每月首日出版一期，全書十多頁不等。值得一提的是，該雜誌不供出售，目前亦無法在便利店或各報社中取得，只有兩個定點派發的地方，以及會在全港各地不定點不定時招募義工派發；未能取得該雜誌的人士，可以在其官方網站中閱讀或下載PDF檔案，或於其官方網頁中訂閱電子報。創刊當日此雜誌獲香港傳媒蘋果日報報導。
該雜誌的編採隊伍有社民連的幹事，也有民建聯的支持者，該雜誌希望能夠平衡各方面的意見。
目前該雜誌接受任何人士投稿，投稿包括圖片或文字。

### 創刊號
首期創刊號於2011年7月1日開始派發，該期共有16頁，9篇文章，印刷了約5000份，尾頁刊登了發起此雜誌之地方（香港高登討論區）的全頁廣告。
首期主要向七一遊行參與者、各大行人專用區及屯門區的青年派發，詳細派發地如下：
- 銅鑼灣（七一遊行隊伍）
- 旺角行人專用區
- 銅鑼灣行人專用區
- 市中心站（附近行人天橋）

### 第二期
據高登討論區，第二期印刷數量將很有可能會增加，並加版至三十六頁。

## 外部連結
- （繁體中文） 官方網站